# コンスタント・マチュリティ・スワップ
コンスタント・マチュリティ・スワップ（英: constant maturity swap、CMS）とは、受け・払いのいずれかに長期金利であるスワップ金利が用いられているスワップ契約をいう。
一般的なプレーン金利スワップ契約が固定金利に対し変動金利として計算期間に対応した短期市場金利（LIBOR６ヶ月など）を交換するのに対し、各金利決定日時点において長期市場金利であるスワップ金利のその時点のレートを用いる点に特徴がある。
長期固定金利であるスワップ金利は日々刻々と変動しているが、将来の一定期日において、その時点の相場における長期金利で受け渡しをしようとする契約で、長期変動金利ともいえる。